# Thomas Hanselmann
Thomas Hanselmann (21 aprile 1976) è un ex calciatore liechtensteinese, di ruolo difensore.

## Carriera

### Nazionale
Ha collezionato 25 presenze con la propria nazionale.

## Palmarès

### Club

#### Competizioni nazionali
- Coppa del Liechtenstein: 2

Vaduz: 1995-1996
Balzers: 1996-1997